# Свети мученици Јевстатије, Теспесије и Анатолије
Свети мученици Евстатије,Теспесије и Анатолије су хришћански светитељи и мученици
Евстатије,Теспесије и Анатолије су рођена браћа, родом из Никомидије, од родитеља, Филотеја и Евсевије. Отац Филотеј је био родом из Галатије, из града Гангра. Преселио се у Никомидију, и тамо се оженио Евсевијом. Обоје су незнабошци. Најстаријег сина свог Евстатија послао је на изучавање незнабожачке философије, а Теспесија и Анатолија да уче за трговину, пошто је и сам био трговац. Путујући са најмалђим сином Анатолијем у Галатију, Филотеј је упознао светог Лукијана, свештеником антиохијским. Он их је подучио хришћанској вери, и крстио их у једној реци. када су се вратили кући машли су епископа Никомидијоког Антима, који се крио од прогона хришћана који су спроводили незнабошци под царем Максимијаном и Диоклецијаном. Антим је кришом крстио сав дом Филотејев. Одслуживши затим Божанствену литургију у дому Филотејевом, свети Антим причести новокрштене Светим Тајнама, посвети Филотеја за свештеника, а најстаријег сина његовог Евстатија за ђакона. Након смрти родитеља ђакон Евстатије, Теспесије и Анатолије живели су у Никомидији као трговци и тајно служли Богу.
Када се прочуло да су хришћани ухапшени су и бачени су у тамницу. Тамо су мучени и морени глађу и жеђу. Пошто им свето није наудило и нису прохватили да се одрекну хришћанске вере, цар Максимијан је наредио да их одведу у гледалиште, и баце зверима да их растрту и прождеру. Када су свете мученике поставили усред гледалишта, пустили су на њих два лава и три медведа. Свети мученици су певали псалме. Лавови су испрва појурили на мученике, али дошавши близу њих застали су машући реповима,. Евстатије им је ставио руку на главу, и погладивши их, потпуно их укротио. Многи су видевши то поверовали у Христа и тражили да се крсте. Цар је након тофа наредио да мученике баце у тамницу. У тамници их је посетио анђео, утешио их и маном окрепио. 
Након тога још једном су покушали да их присиле да принесу жртву идолима и одрекну се своје хришћанске вере. Када су то одлучно одбили цар је наредио да се погубе. Када су изведони на губилиште пришла су им два друга, Паладије и Акакије, и разговарали с њима. Током разговора су мирно умрли.Након тога су им одсекли главе и однели, да би их показали судији. Све се ово десило 313. године.
Православна црква помиње свете Евстатија,Теспесија и Анатолија 20. новембра.